# Äs, Katrineholms kommun
Äs är en  småort i Julita socken i Katrineholms kommun, Södermanland (Södermanlands län).
Bebyggelsen sträcker sig utmed Riksväg 56 söder om korsningen med  Länsväg 214 och söder om Äs säteri och väster om Aspån och dess kvarndamm. Bebyggelsen har utgjort en småort åtminstone sedan 1990.